# ビル・ボーナー
ウィリアム・ヒル・"ビル"・ボーナー（英語: William Hill "Bill" Boner、1945年2月14日 - ）は、アメリカ合衆国の政治家。

## 経歴
1945年2月14日にテネシー州ナッシュビルに誕生する。ミドルテネシー州立大学を卒業した。1970年にテネシー州下院議員選挙で初当選。1974年にテネシー州議会上院議員、1979年に連邦下院議員に当選した。1987年にはナッシュビル市及びデビッドソン郡の首長となり、1991年まで務めた。